# Isogonoceraia
Isogonoceraia är ett släkte av insekter. Isogonoceraia ingår i familjen rundbladloppor.
Kladogram enligt Catalogue of Life:
| Isogonoceraia | \| \| Isogonoceraia divergipennis \| \| \| \| \| \| Isogonoceraia venusta \| \| \| \| |
|               | \| \| Isogonoceraia divergipennis \| \| \| \| \| \| Isogonoceraia venusta \| \| \| \| |
|               | Isogonoceraia divergipennis                                                           |
|               |                                                                                       |
|               | Isogonoceraia venusta                                                                 |
|               |                                                                                       |